# Prokop Sedlák
Prokop Sedlák (2. srpna 1838 Polná – 5. ledna 1920 Praha) byl rakouský a český podnikatel a politik, na sklonku 19. století poslanec Českého zemského sněmu.

## Život
Prokop Sedlák pocházel z rodiny soukeníka, narodil se jako pátý z celkem devíti dětí. Původně nastoupil do státních služeb, zúčastnil se rakousko-italské války a roku 1861 státní služby opustil. V roce 1861 dostudoval obchodní vědy a národního hospodářství a nastoupil jako učitel na Skřivanově obchodní škole v Praze, kde působil v letech 1862–1865. Od roku 1872 začal podnikat. V Praze založil firmu Komárek a Sedlák (podle jiného zdroje název firmy zněl P. & V. Sedlák) na obchod s cukrem a technickými potřebami. Od roku 1877 byl jednatelem Sboru pro zřízení a vydržování Českoslovanské akademie. Své podnikatelské aktivity zaměřoval i do zahraničí. V roce 1879 založil se svým synovcem Karlem Baxantem komisionářský obchod v ruském Kyjevě (firma Sedlák a Baxant), roku 1881 přibyla další pobočka v Rostově na Donu a roku 1885 otevřel přádelnu a tkalcovnu konopí v ruském městě Klincy (firma Baxant & Co.). V roce 1884 se stal členem pražské obchodní a živnostenské komory (byl i jejím prozatímním předsedou) a zasedal jako náhradník v státní železniční radě ve Vídni. Zasedal rovněž ve správních radách významných českých podniků jako Živnostenská banka, Pojišťovna Slavie, Podolská cementárna nebo První občanská záložna. Působil jako první jednatel kuratoria Českoslovanské obchodní akademie v Praze.
Koncem 80. let 19. století se zapojil i do zemské politiky. V doplňovacích volbách v září 1887 byl zvolen v kurii obchodních a živnostenských komor (volební obvod Praha) do Českého zemského sněmu. Mandát zde obhájil ve volbách v roce 1889. Politicky patřil k staročeské straně. Rezignace na mandát byla oznámena na schůzi sněmu v prosinci 1893.
Jeho manželkou byla Aloisie Prokopová-Hoffmannová. Měli šest dětí. Dcera Zdenka se roku 1916 provdala za národohospodáře Viléma Pospíšila, který byl spolupracovníkem Aloise Rašína. Zemřel v lednu 1920 a byl pohřben na Olšanských hřbitovech.